# Больше чем любовь (альбом)
«Больше чем любовь» — второй студийный альбом российской группы Stigmata, релиз которого состоялся 1 сентября 2005 года. Работа показывает более мелодичную сторону группы и отходит от ню-метал-звучания, которым характеризовался дебютный альбом.
Альбом был записан в Санкт-Петербурге на студиях DDT Records и «Контакт».

## Список композиций
| №   | Название                                      | Длительность |
| --- | --------------------------------------------- | ------------ |
| 1.  | «Мои секунды»                                 | 3:46         |
| 2.  | «Трафареты»                                   | 3:33         |
| 3.  | «Свобода выберет смерть»                      | 4:03         |
| 4.  | «Одиночество» (feat. Анна Куликова)           | 5:22         |
| 5.  | «Искра»                                       | 4:18         |
| 6.  | «Небо»                                        | 3:29         |
| 7.  | «Море»                                        | 4:01         |
| 8.  | «Сколько?!»                                   | 2:55         |
| 9.  | «Холодный прибой слёз»                        | 3:43         |
| 10. | «Знаю»                                        | 3:17         |
| 11. | «Людям о людях»                               | 2:10         |
| 12. | «Больше, чем Я/Torn(Natalie Imbruglia cover)» | 8:46         |

## Участники записи

### Состав группы на момент записи
- Артём «Nel’son» Лоцких — вокал
- Денис «Dan» Киченко — бас-гитара
- Тарас «Taras» Уманский — гитара
- Никита «Nick» Игнатьев — барабаны

### Персоналии
- Музыка: Stigmata
- Стихи: Артём Лоцких (кроме песни "Море" — автор текста Дмитрий «Daim» Горбунов (группа Солярис))
- Продюсер: Игнатьев Н.
- Сведение и мастеринг: Алексей Агеев
- Фото в буклете: A-Ra Photo